# Arteria lingualis

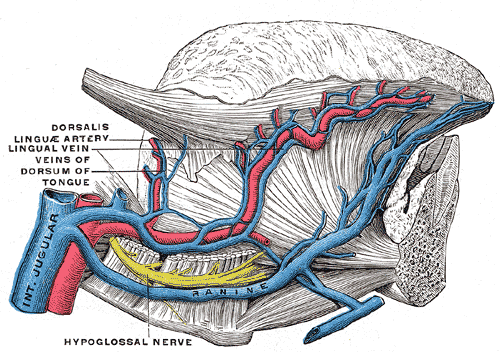
Arteria lingualis (rot dargestellt)

Die Arteria lingualis („Zungenarterie“) ist die Arterie, die beim Menschen und Säugetieren die Zunge versorgt. Sie entspringt als zweiter Hauptstamm aus der äußeren Halsschlagader (Arteria carotis externa), bei Pferden und Rindern als Truncus linguofacialis („Zungen-Gesicht-Stamm“) gemeinsam mit der Arteria facialis. Am vorderen Rand des Musculus hyoglossus gibt sie die Arteria sublingualis ab, die den Mundhöhlenboden versorgt. Bei Tieren entlässt sie kurz nach ihrem Ursprung die aufsteigende Gaumenarterie (Arteria palatina ascendens) zur Versorgung des Gaumens.
Die Arteria lingualis zieht zwischen zwei Muskeln der Unterzungenmuskulatur (Musculus hyoglossus und Musculus genioglossus) bis in die Zungenspitze. Sie ist stark geschlängelt, um Zungenbewegungen ausgleichen zu können.